# 伊万·伊利奇 (排球运动员)
伊万·伊利奇（羅馬化：Ivan Ilić，1976年12月19日—），塞尔维亚男子排球运动员。他曾代表塞尔维亚和黑山国家队参加2004年夏季奥林匹克运动会排球比赛，结果获得第五名。